# Tuế lá dương xỉ
Tuế lá dương xỉ, tên khoa học Stangeria eriopus, là một loài thực vật hạt trần trong họ Zamiaceae. Loài này được (Kunze) Baill. miêu tả khoa học đầu tiên năm 1892.